# Glock 26
La Glock 26 è una pistola semiautomatica prodotta dall'austriaca Glock.
Camerata in 9 mm Parabellum è la versione "subcompact" della Glock 17, ancora più piccola della già compatta Glock 19. Usando il caricatore "corto" da 10 colpi la pistola si impugna con due dita, con il caricatore esteso da 12 colpi il mignolo appoggia sul pad maggiorato dello stesso garantendo una presa più salda e confortevole.

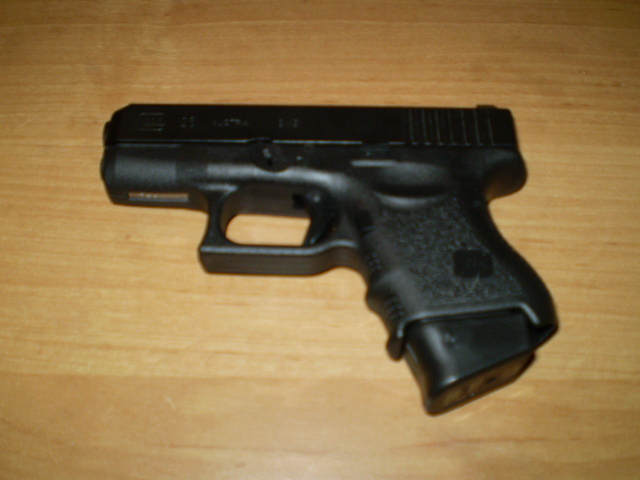
Glock 26 con caricatore da 12 colpi